# Wincenty Migurski
Wincenty Maciej Migurski herbu Nagody, (ur. 28 lutego 1805 w Linowie, zm. 9 sierpnia 1863 w Wilnie) – uczestnik powstania listopadowego, zesłaniec na Syberię.

## Życiorys
Syn Walentego i Katarzyny z Dąbrowa-Marczewskich. Ukończył liceum w Kielcach. Po wybuchu powstania listopadowego służył w 4. Pułku Piechoty Liniowej. Po klęsce powstania przebywał na emigracji w Prusach i we Francji, skąd w 1833 powrócił do Polski, prowadząc działalność niepodległościową. W 1835 został aresztowany przez Rosjan i skazany na przymusową służbę wojskową w armii Imperium Rosyjskiego, którą odbywał na Uralu jako szeregowiec. W 1837 ożenił się z Albiną Wiśniowską herbu Prus 1-mo, córką Macieja Wiśniowskiego, właściciela wsi Paniowce Zielone w Czortkowskiem, która przyjechała do narzeczonego z Galicji. Dwoje ich dzieci umarło w niemowlęctwie, a prawosławni mieszkańcy Uralska nie pozwolili pochować dzieci na cmentarzu. Migurscy postanowili zbiec z Uralu, w tym celu Wincenty Migurski upozorował swoje samobójstwo. Po jakimś czasie (w czerwcu 1840) jego żona z trumnami dzieci i ukrytym w powozie mężem wyjechała z Uralu. W czasie drogi przypadkowo zdemaskowano Migurskiego. W konsekwencji został skazany na służbę w oddziałach w Nerczyńsku, a żona pojechała za nim. 15 czerwca 1843 zmarła niedługo po urodzeniu syna, który rok później także umarł. Wincenty Migurski jeszcze przez 14 lat służył jako szeregowiec. Dopiero w 1859 uzyskał zgodę na powrót do kraju, gdzie zmarł po czterech latach. Po powrocie z zesłania napisał wspomnienia – Pamiętniki z Sybiru spisane przez Wincentego Migurskiego wydane we Lwowie w 1863.

## Odniesienia w kulturze
- Dzieje Migurskich stały się kanwą szeregu utworów literackich, z których najgłośniejsze było opowiadanie Lwa Tołstoja Za co? wydane w 1906. Ekranizacja tego dzieła Za co? w reżyserii Jerzego Kawalerowicza pochodzi z 1995 roku.
- O Migurskich pisał także Władimir Dal (opowiadanie Zesłaniec z 1849) i Sergiusz Maksimow (Syberia i katorga z 1891).
- Obszerny opis losów Wincentego i Albiny znajduje się w książce Barbary Wachowicz Ciebie jedną kocham (Warszawa 2008)